# VISION FESTIVAL
『VISION FESTIVAL（journey to saga）』（ビジョン・フェスティバル・ジャーニー・トゥ・サガ）は、日本の音楽ユニットTM NETWORKが1985年8月25日にリリースした最初の映像作品。ミュージック・ビデオ及びライブ映像作品となっている。VHS、Beta、LDの3規格でリリースされており、2005年3月9日にはDVDで再リリースされている。

## メンバー
- 小室哲哉：キーボード
- 宇都宮隆：ボーカル
- 木根尚登：ギター

## 収録映像曲
全編曲：小室哲哉
1. Theme
  - 作曲：小室哲哉
2. 1974
  - 作詞：西門加里　作曲：小室哲哉
  - MV
3. Quatro
  - 作曲：小室哲哉
  - 3曲目から8曲目はライブ『ELECTRIC PROPHET』からの映像となる。
4. PANORAMAGIC (アストロノーツの悲劇)
  - 作詞：麻生香太郎　作曲：木根尚登
  - 本作ではアルファベットで表記されている。
5. RAINBOW RAINBOW (陽気なアインシュタインと80年代モナリザの一夜)
  - 作詞：西門加里　作曲：小室哲哉
6. 1/2の助走 (Just for you and me now)
  - 作詞：西門加里　作曲：木根尚登
7. 金曜日のライオン (Take it to the lucky)
  - 作詞・作曲：小室哲哉
8. Electric Prophet (電気じかけの予言者)
  - 作詞：小室哲哉　作曲：小室哲哉・木根尚登
9. Dragon the Festival
  - 作詞・作曲：小室哲哉
  - MV
10. Accident
  - 作詞：松井五郎　作曲：小室哲哉
  - MV
11. Childhood's End
  - 作曲：小室哲哉
  - MV。音源はCD版とは異なり、フルバージョンとなっている。